# Bałtycka Brygada WOP
Bałtycka Brygada Wojsk Ochrony Pogranicza (BBWOP) – zlikwidowana brygada Wojsk Ochrony Pogranicza pełniąca służbę na granicy morskiej.

## Formowanie i zmiany organizacyjne
15 Bałtycka Brygada Wojsk Ochrony Pogranicza została sformowana na podstawie zarządzenia nr 075/58 Ministra Spraw Wewnętrznych z 22 kwietnia 1958 na bazie 15 Brygady WOP, a na podstawie rozkazu dowódcy WOP nr 07 z 15 lipca 1958 zmieniła nazwę na 15 Bałtycką Brygadę Wojsk Ochrony Pogranicza.
W 1958 zarządzeniem org. SWW nr 07/WW z 28 marca 1958 sformowano sformowano dwie placówki zwiadu w Śliwnie i Mielnie. 
W 1960 zarządzeniem organizacyjnym MSW nr 0155/60 z 1 września 1960 rozformowane zostały 151 Batalion WOP Trzebiatów i 152 Batalion WOP Koszalin, a strażnice podporządkowano bezpośrednio brygadzie. Rozwiązaniu nie podlegała sekcja II Zwiadu WOP. Utworzono GPK Mrzeżyno (rybackie), natomiast w Trzebiatowie pozostawiono sekcję II batalionu podległą Wydziałowi II Zwiadu Brygady.
W 1961, 15 Brygada WOP miała kryptonim Platyna.
W 1962, wprowadzono nowy plan mobilizacyjny PM–62. Zakładał on na wypadek wojny znaczne rozwiniecie jednostki. Zgodnie z etatem czasu „P”, na dzień 1 lipca 1965 Brygada liczyła 1570 żołnierzy, a etat czasu „W” przewidywał 3247 żołnierzy. W ramach zadań mobilizacyjnych jednostka mobilizowała dywizjon OP Kołobrzeg i samodzielną eskadrę lotnictwa rozpoznawczego WOP.
9 czerwca 1963 społeczeństwo województwa koszalińskiego ufundowało nowy sztandar dla Bałtyckiej Brygady WOP, wręczenia dokonał dowódca WOP gen. bryg. Eugeniusz Dostojewski.
31 lipca 1964 rozformowano strażnice WOP: Stilo (budynek strażnicy przekazano Kaszubskiej Brygadzie WOP) i Rowy a w jej budynkach zorganizowano ćwiczebną strażnicę WOP.
15 sierpnia 1964 Graniczna Placówka Kontrolna Łeba oraz strażnice WOP: Karwia, Biała Góra i Łeba  wraz z odcinkami przekazano do Kaszubskiej Brygady WOP.
30 sierpnia 1964 rozformowany został sztab batalionu w Lęborku a obiekty przekazano do Kaszubskiej Brygady WOP, zreorganizowana została Szkoła Podoficerska i z dniem 1 stycznia 1965 rozpoczęła szkolenia podoficerów radiolokacji.
Na podstawie zarządzenia DWOP nr 044 z 14 marca 1966 Dywizjon Okrętów Pogranicza przekazany został do Morskiej Brygady Okrętów Pogranicza w Gdańsku.
Na przełomie kwietnia i maja 1971 brygada została przeniesiona z koszar przy ul. Wojska Polskiego do koszar przy ul. Armii Czerwonej (obecnie Marsz. J. Piłsudskiego). Było to wynikiem podporządkowania WOP Ministerstwu Spraw Wewnętrznych.
Zarządzeniem dowódcy WOP z 17 lutego 1976 brygada przeszła na dwuszczeblowy system dowodzenia podporządkowując strażnice bezpośrednio pod sztab brygady. Z kolei na podstawie zarządzenia dowódcy WOP z 25 lipca 1976 brygada otrzymała nazwę Bałtycka Brygada Wojsk Ochrony Pogranicza. W tym samym roku, w wyniku zmian organizacyjnych w Wojskach Ochrony Pogranicza, podporządkowano z Kaszubskiej Brygady WOP w Gdańsku: GPK w Łebie, strażnicę WOP w Łebie i batalion WOP Lębork (Na bazie 161 batalionu WOP Lębork utworzono samodzielną kompanię odwodową, kompanię techniczną i kompanię ochrony i regulacji ruchu), natomiast strażnicę WOP Rewal, samodzielną kompanię odwodową (sko) Mrzeżyno i GPK Mrzeżyno przekazano do Pomorskiej Brygady WOP.
Za osiągnięcia w służbie na rzecz ochrony granicy państwowej 14 października 1984 Rada Państwa nadała brygadzie Order Sztandaru Pracy II klasy.

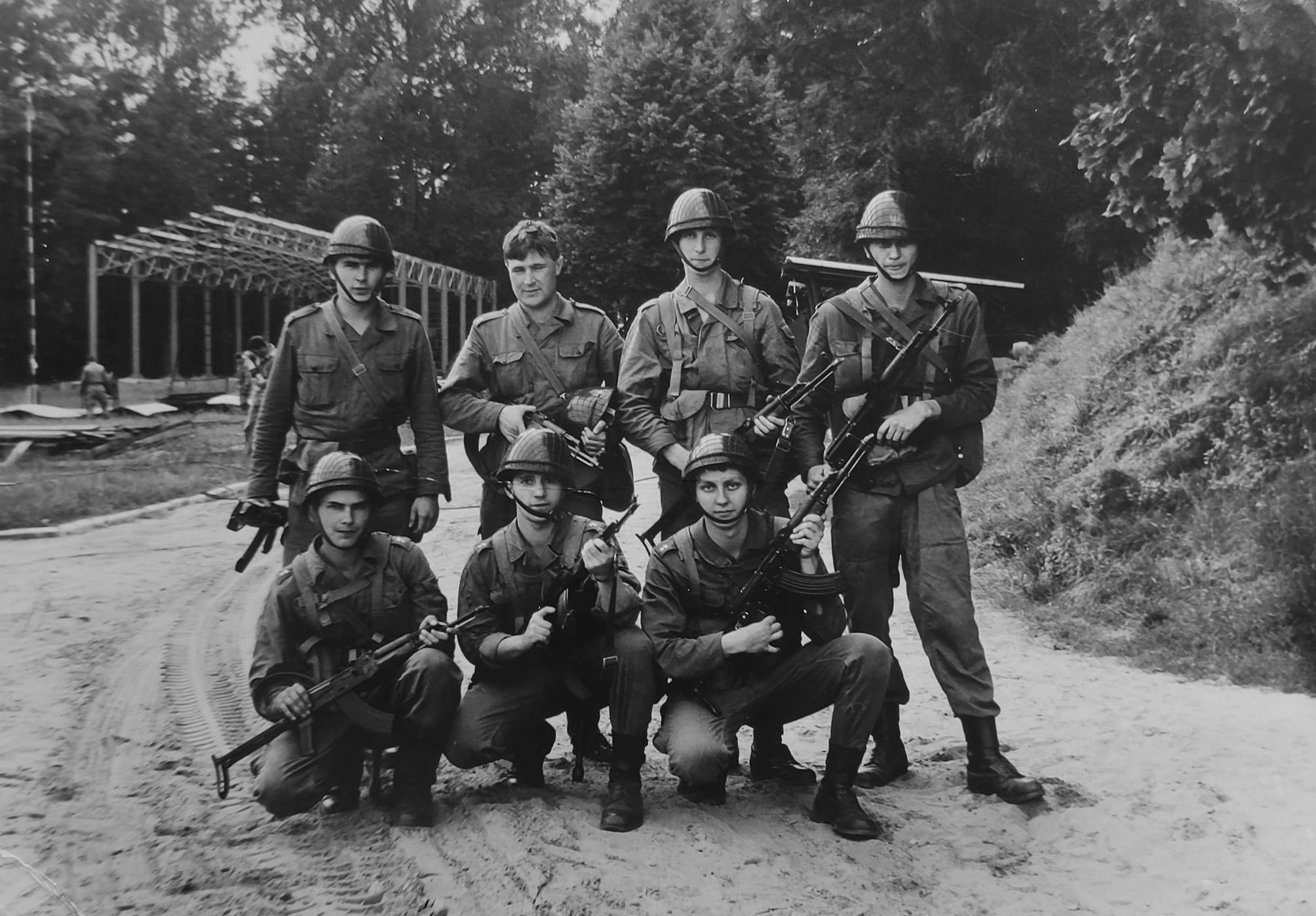
Elewi Szkoły Podoficerskiej Bałtyckiej Brygady WOP (lipiec 1987)

W 1989 zapadła decyzja o rozwiązaniu Bałtyckiej Brygady WOP. W wyniku wstrzymania procedury likwidacyjnej w kwietniu 1990 na bazie Bałtyckiej Brygady WOP utworzono Bałtycki Oddział Wojsk Ochrony Pogranicza.
Zarządzeniem nr 012 Komendanta Głównego Straży Granicznej z 7 maja 1991 w sprawie rozwiązania jednostek WOP oraz utworzenia jednostek organizacyjnych Straży Granicznej Minister Spraw Wewnętrznych polecił z dniem 16 maja 1991 rozwiązać Bałtycki Oddział WOP w Koszalinie istniejący według etatu nr 44/0142 o stanie osobowym na okres „W” 1274 żołnierzy i 56 pracowników cywilnych oraz na okres „P” 1265 żołnierzy i 60 pracowników cywilnych. Na jego bazie powstał oddział Straży Granicznej: Bałtycki Oddział Straży Granicznej w Koszalinie. Oddziałowi została przydzielona nazwa związana z regionem, w którym działał.
Zarządzeniem nr 012 Komendanta Głównego Straży Granicznej z 7 maja 1991 w sprawie rozwiązania jednostek WOP oraz utworzenia jednostek organizacyjnych Straży Granicznej Minister Spraw Wewnętrznych polecił z dniem 16 maja 1991 rozwiązać Ośrodek Szkolenia w Bałtyckim Oddziale WOP w Koszalinie istniejący według etatu nr 44/0143 o stanie osobowym na okres „W” 438 żołnierzy i 1 pracownik cywilny oraz na okres „P” 363 żołnierzy i 1 pracownik cywilny.

## Struktura organizacyjna
Struktury organizacyjne 15 Brygady Wojsk Ochrony Pogranicza w Koszalinie i Bałtyckiego Oddział WOP podano za: 60–lecie ochrony granicy morskiej przez graniczne jednostki organizacyjne Wojsk Ochrony Pogranicza i Straży Granicznej na terenie służbowej Odpowiedzialności Placówki Straży Granicznej w Darłowie. W: Mikołaj Kaczanowicz: Biuletyn 1/2006. s. 143–144.
W latach 1958–1976 na bazie 15 Brygady Wojsk Ochrony Pogranicza w Koszalinie funkcjonowała 15 Bałtycka Brygada Wojsk Ochrony Pogranicza – rozkaz o powołaniu 057/58 z 22.04.1958.
- Dowództwo
- Sztab
- Pododdziały dowodzenia
- 151 batalion WOP w Trzebiatowie i 5 strażnic
- 152 batalion WOP w Koszalinie i 5 strażnic
- 161 batalion WOP w Lęborku i 6 strażnic
- Dywizjon Okrętów Pogranicza w Kołobrzegu
- Szkoła Podoficerska[2]
- Graniczne placówki kontrolne:
  - Dziwnów (morska)
  - Kołobrzeg (morska)
  - Darłowo (rybacka)
  - Ustka (rybacka)
  - Łeba (rybacka).

Zarządzeniem Dowódcy WOP nr 069 z 12 marca 1990 na bazie Bałtyckiej Brygady WOP powołano Bałtycki Oddział WOP w składzie organizacyjnym:
- Dowództwo
- Sztab
- Pododdziały dowodzenia
- 13 strażnic WOP
- Graniczne placówki kontrolne:
  - Mrzeżyno (morska)
  - Kołobrzeg (morska)
  - Darłowo (rybacka)
  - Ustka (rybacka)
  - Łeba (rybacka).

Wykaz punktów obserwacji wzrokowo-technicznej w Bałtyckiej Brygadzie WOP wg stanu z 1990
- POWT nr 15 Dźwirzyno
- POWT nr 16 Grzybowo
- POWT nr 17 Kołobrzeg
- POWT nr 18 Lubaszyce
- POWT nr 19 Sianożęty
- POWT nr 20 Łasin
- POWT nr 21 Gąski
- POWT nr 22 Mielenko
- POWT nr 23 Unieście
- POWT nr 24 Łazy
- POWT nr 25 Dąbkowice
- POWT nr 26 Żukowo Morskie
- POWT nr 27 Darłówko
- POWT nr 28 Kopań
- POWT nr 29 Rusinowo
- POWT nr 30 Samborze
- POWT nr 31 Królewice
- POWT nr 32 Modlinek
- POWT nr 33 Ustka
- POWT nr 34 Poddąbki
- POWT nr 35 Rowy
- POWT nr 36 Jezioro Dołgie
- POWT nr 37 Czołpino
- POWT nr 38 Rąbka (V-2)
- POWT nr 39 Łeba (wieża portowa)
- POWT nr 40 Ulinia
- POWT nr 41 Stilo (obok latarni).

## Wydarzenia
- 1970–1971 – w celu natychmiastowego rozpoznania celów wykrytych przez stacje radiolokacyjne na wodach terytorialnych dla wybranych strażnic nadmorskich WOP przydzielono rzeczne kutry rozpoznawcze typu KR-70 po przystosowaniu ich do eksploatacji w warunkach morskich (Dopuszczenie kutrów rzecznych do służby na morzu było rozwiązaniem doraźnym)[8].
- 1973–1975 – wybrane strażnice nadmorskie WOP otrzymały ze stoczni w Ustce kutry przystosowane do służby morskiej przede wszystkim umożliwiające szybkie i bezpieczne potrafiące dobicie do plaż morskich (Prototyp takiego kutra opracowała, a następnie wykonała stocznia w Ustce w 1972. Podstawowym materiałem jaki użyto do jego budowy był laminat poliestrowo-szklany)[8].
- 13 grudnia 1981–22 lipca 1983 – (stan wojenny w Polsce), cały wysiłek służb przede wszystkim strażnic i GPK, skierowano na ochronę granicy oraz utrzymanie porządku i bezpieczeństwa w strefie nadgranicznej, współpracując ściśle z organami milicji i Służby Bezpieczeństwa. W strażnicach normę służby granicznej dla żołnierzy podwyższono z 8 do 12 godzin na dobę. Po wprowadzeniu ograniczeń w ruchu granicznym część niewykorzystanej kadry GPK przerzucono do strażnic w celu wspomożenia bezpośredniej ochrony granicy. Patrole wysyłane w teren zostały wzmocnione. Wyeliminowano służby składające się z jednego żołnierza. Ścisłą kontrolą objęto całą strefę nadgraniczną, sięgając niekiedy głębiej. Niektóre szlaki turystyczne zostały zamknięte, a ruch w strefie nadgranicznej został znacznie ograniczony. W stan gotowości były postawione wszystkie pododdziały odwodowe. Dla umocnienia bezpieczeństwa w strefie nadgranicznej organizowano stałe akcje penetracyjne terenu przez wszystkie służby, zwłaszcza lotne patrole na motocyklach lub samochodach osobowo-terenowych. Wzmocniono kontrolę ruchu jednostek pływających. Mimo utrudnionych warunków nie zaprzestano współpracy z ludnością pogranicza[9].

## Sąsiednie brygady
- Pomorska Brygada WOP ⇔ Kaszubska Brygada WOP – 1.01.1958–15.05.1991.

## Oficerowie brygady
Dowódcy brygady
- płk Jan Tran (1.01.1958–11.11.1961)
- płk Czesław Stopiński (11.11.1961–22.01.1968)
- płk Bolesław Łukomski (22.01.1968–1.07.1970)
- płk Kazimierz Weron (1.07.1970–15.06.1973)
- płk Stanisław Siemaszko (15.06.1973–1.08.1978)
- płk Stefan Dąbrowski (1.08.1978–27.04.1990).

Dowódca Bałtyckiego Oddziału WOP
- płk Grzegorz Kośmider (27.04.1990–14.02.1991).

Kierownicy sekcji KRG
- kpt. Eugeniusz Klimowicz
- mjr Mirosław Walkowiak
- mjr Stanisław Łukasiak
- ppłk Jerzy Więckowski
- ppłk Stanisław Kubicz.

## Przekształcenia
4 Oddział Morski Ochrony Pogranicza → 4 Bałtycki Oddział WOP → 12 Brygada Ochrony Pogranicza → 15 Brygada WOP → 15 Bałtycka Brygada WOP → Bałtycka Brygada WOP → Bałtycki Oddział WOP